# Pyrrhura picta eisenmanni
El perico carato (Pirrhura eisenmanni) es un ave del género Pyrrhura de la familia de los loros que habita en la provincia de Los Santos, en la península de Azuero.  Descubierto en el año 1970 por el ornitólogo Francisco Delgado, habita únicamente el sur y suroeste de esta región. Se alimenta principalmente de frutos de jabillo y maquenco.  Es por lo tanto una especie endémica, en peligro de extinción.

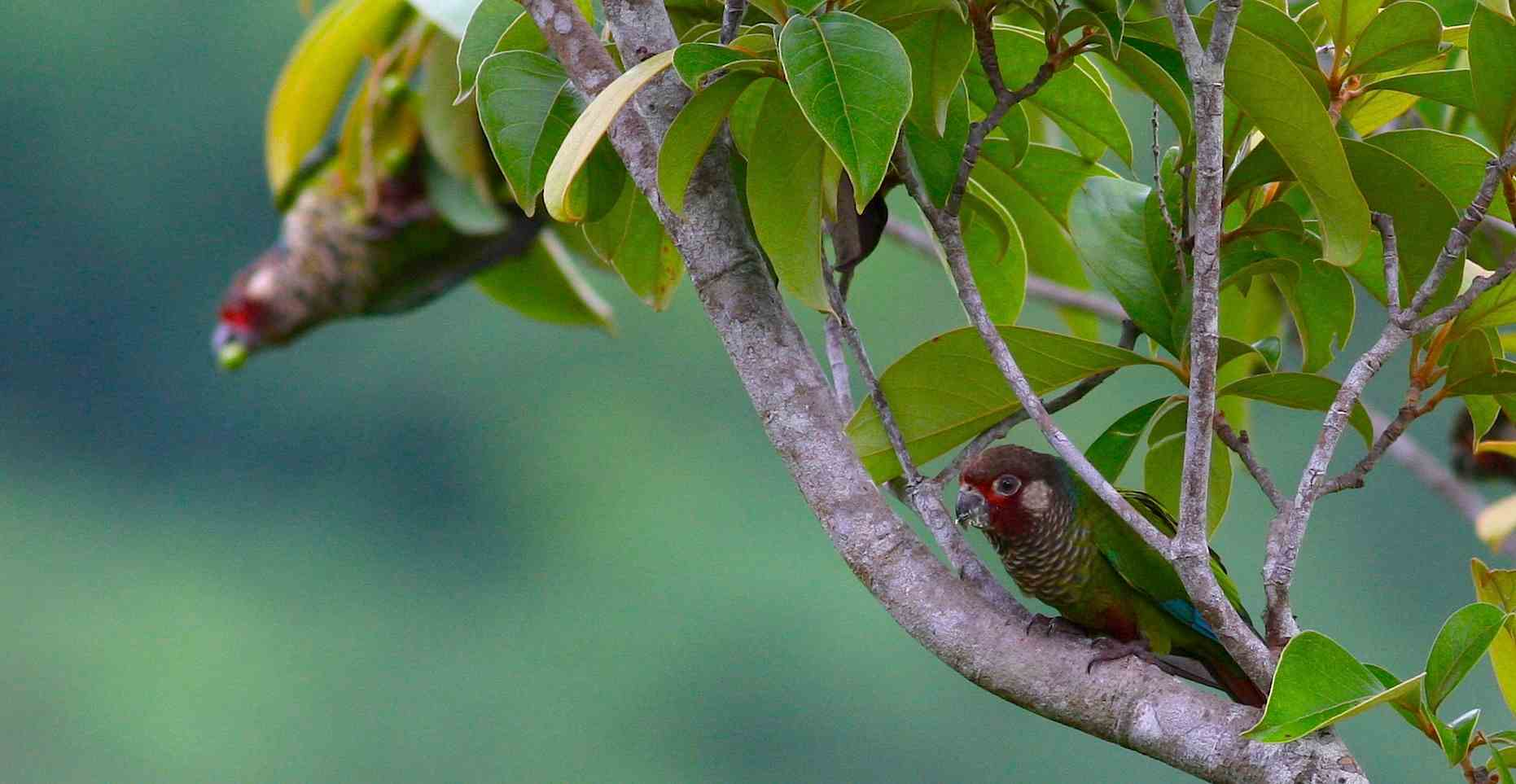

Se estima en 2000 los ejemplares que viven en la región, por lo que se considera en peligro de extinción.